# Агентно-орієнтована обчислювальна економіка
Агентно-орієнтована обчислювальна економіка (АОЕ) є сферою обчислювальної економіки, що вивчає економічні процеси, включаючи цілі господарства, як динамічні системи взаємодіючих агентів. Як така, вона попадає в категорію складних адаптивних систем. У відповідному агентному моделюванню, «агентами» називають «обчислювальні об'єкти, змодельовані як такі, що взаємодіють за правилами» над простором і часом, не справжні люди.  Правила сформовані щоб моделювати поведінку і соціальну взаємодії базуючись на стимулах та інформації. Ці правила також можуть бути результатом оптимізації, реалізованої з допомогою методів штучного інтелекту(наприклад Q-навчання).
Теоретичне припущення математичної оптимізації агентами полягає в заміні ринкової рівноваги на менш обмежуючий постулат агентів з обмеженою раціональністю, що адаптується до вимог ринку. Моделі АОЕ застосовують чисельні методи до цифрового моделювання складних динамічних проблем для яких не можна використати більш традиційні методи. Починаючи з задання початкових умов, обчислювальна економіка розвивається з часом оскільки її складові агенти багаторазово взаємодіють один з одним.
АОЕ схожа і перетинається з теорією ігор як агентно-орієнтований метод для моделювання соціальних взаємодій.  Але люди, що практикують, також відзначили різницю зі стандартними методами. Так, наприклад, в АОЕ моделювання подій керується виключно початковими умовами, в незалежності від того чи рівновага існує або обчислювально піддається підрахунку.  Інший приклад — полегшення автономії та навчання агента.
Метод отримав вигоду від постійних вдосконалень в технологіях моделювання і зростання комп'ютерних можливостей. Кінцевою метою метода є «протестувати теоретичні знахідки реальними даними в такий спосіб, що дозволяє емпірично підтримуваним теоріям накопичуватися з часом, і кожна наукова робота ґрунтується на роботі, яка їй передувала».  Цей предмет застосовувався до таких галузей дослідження як вартість активів[10], змагання і співпраця, трансакційні витрати,  макроструктура ринку та теорія галузевих ринків і їх динаміка, економіка добробуту, і дизайн механізмів, інформація і непевність,  макроекономіка, і марксистська політична економіка.

## Загальний огляд
«Агенти» в моделях АОЕ можуть репрезентувати індивідів(наприклад людей), соціальні угрупування(наприклад фірми), біологічні сутності(наприклад зернові культури) і/або фізичні системи(транспортна система тощо).  Той, хто складає модель АОЕ задає початкове налаштування системи обчислювальної економіки, що складається з декількох взаємодіючих агентів. Далі він спостерігає за розвитком системи в часі без жодних втручань. В особливості, події системи повинні керуватися взаємодіями агентів без зовнішнього накладання умов рівноваги. Проблеми включають загальні проблеми, характерні для експериментальної економіки, і розробки спільного фреймворку для  емпіричної валідації та вирішення відкритих питань в агентно-орієнтованому моделюванні.

## Приклад: фінанси
Однією з галузей, де методологія АОЕ часто застосовується є вартість активів. Вільям Браян Артур, Ерік Баум, Вільям Брок, Карс Хоммес і Блейк Лебарон розробили обчислювальні моделі, в яких багато агентів вибирають з множини можливих стратегій прогнозу погоди для того, щоб передбачити ціни на акції, що впливає на їх вимоги до активів і тому впливає на ціни акцій. Ці моделі припускають, що агенти частіше обирають стратегії прогнозу погоди, які недавно були успішними. Успіх будь-якої стратегії залежить від умов ринку і також від множини стратегій, які на даний момент застосовуються. Ці моделі часто показують, що великі підйоми і спади в вартості активів виникають, коли агенти змінюють стратегії прогнозу погоди. У 2009 році Брок, Хоммес і Вагенер використали модель цього типу для обґрунтування того, що впровадження нових садових інструментів може дестабілізувати ринок, і деякі дослідження вказують на те, що АОЕ може стати корисною методикою для розуміння недавніх фінансових криз.